# Mouchamps
Mouchamps è un comune francese di 2 658 abitanti situato nel dipartimento della Vandea nella regione dei Paesi della Loira.

## Società

### Evoluzione demografica
Abitanti censiti